# Апер Лејк (Калифорнија)
Апер Лејк (енгл. Upper Lake) насељено је место без административног статуса у америчкој савезној држави Калифорнија.

## Демографија
По попису из 2010. године број становника је 1.052, што је 63 (6,4%) становника више него 2000. године.
| Група             | 2000.       | 2010.       |
| Белци             | 774 (78,3%) | 752 (71,5%) |
| Афроамериканци    | 8 (0,8%)    | 7 (0,7%)    |
| Азијати           | 0 (0,0%)    | 7 (0,7%)    |
| Хиспаноамериканци | 147 (14,9%) | 242 (23,0%) |
| Укупно            | 989         | 1.052       |